# Collonges-la-Rouge
Collonges-la-Rouge este o comună în departamentul Corrèze din centrul Franței. În 2009 avea o populație de 464 de locuitori.

## Evoluția populației
| An        | 1975 | 1982 | 1990 | 1999 | 2006 | 2009 |
| --------- | ---- | ---- | ---- | ---- | ---- | ---- |
| Populație | 360  | 379  | 381  | 413  | 450  | 464  |